# Buchang, Guangdong
Buchang (kinesiska: 埠场) är en köping i sydöstra Kina. Den ligger i stadsdistriktet Jiangcheng i staden Yangjiang i provinsen Guangdong,  omkring 200 kilometer sydväst om provinshuvudstaden Guangzhou. Antalet invånare är 27 620. Befolkningen består av 13 261 kvinnor och 14 359 män. Barn under 15 år utgör 16,0 %, vuxna 15-64 år 70 %, och äldre över 65 år 13,0 %.